# Marka bel assel
La marka bel assel ou maasla est un plat traditionnel algérien originaire de Tlemcen, indispensable lors des fiançailles et mariages tlemeceniens.

## Description
C'est un tajine sucré-salé préparé avec de la viande de mouton, des raisins secs et du miel. Les raisins secs sont cuits à la vapeur, ensuite enduits de miel et d'épices, telles que la cannelle, les clous de girofle et accompagnés d'un rôti de mouton froid.